# Vicariato Apostólico de Pucallpa
O Vicariato Apostólico de Pucallpa (em latim:  Apostolicus Vicariatus Pucallpaënsis) é um vicariato apostólico de rito latino da Igreja Católica no Peru. Está imediatamente subordinado à Santa Sé e não faz parte de nenhuma província eclesiástica.
Sua catedral é a Catedral da Imaculada Conceição, localizada na sede episcopal de Pucallpa, na província de Coronel Portillo. É a capital da região mais ampla de Ucayali, na floresta amazônica interior do Peru.

## História
- Estabelecido em 2 de março de 1956, como vicariato apostólico (tipo de jurisdição pré-diocesana missionária, com direito a bispo titular) de Pucallpa, em território separado do suprimido Vicariato Apostólico de Ucayali (juntamente com outros dois vicariatos: Vicariato Apostólico de San Ramón e Vicariato Apostólico de Requena).

## Ordinários
Vigários apostólicos de Pucallpa
- Joseph Gustave Roland Prévost Godard, PME (11 de novembro de 1956 – 23 de outubro de 1989), bispo titular de Ammædara (11 de novembro de 1956 – 13 de novembro de 2005); anteriormente prefeito apostólico de Lindong林東(China) (28 de novembro de 1946 - 11 de novembro de 1956);
- Juan Luis Martin Buisson, PME (23 de outubro de 1989 – 8 de setembro de 2008), Bispo Titular de Aquæ na Numídia (18 de abril de 1986 – ...); sucedendo como ex-vigário apostólico coadjutor de Pucallpa (18 de abril de 1986 – 23 de outubro de 1989);
- Gaetano Galbusera Fumagalli, SDB (8 de setembro de 2008 – 31 de julho de 2019), bispo titular de Mascula (18 de julho de 2007 – ...); sucedendo como ex-vigário apostólico coadjutor de Pucallpa (18 de julho de 2007 – 8 de setembro de 2008).